# ポウハタン

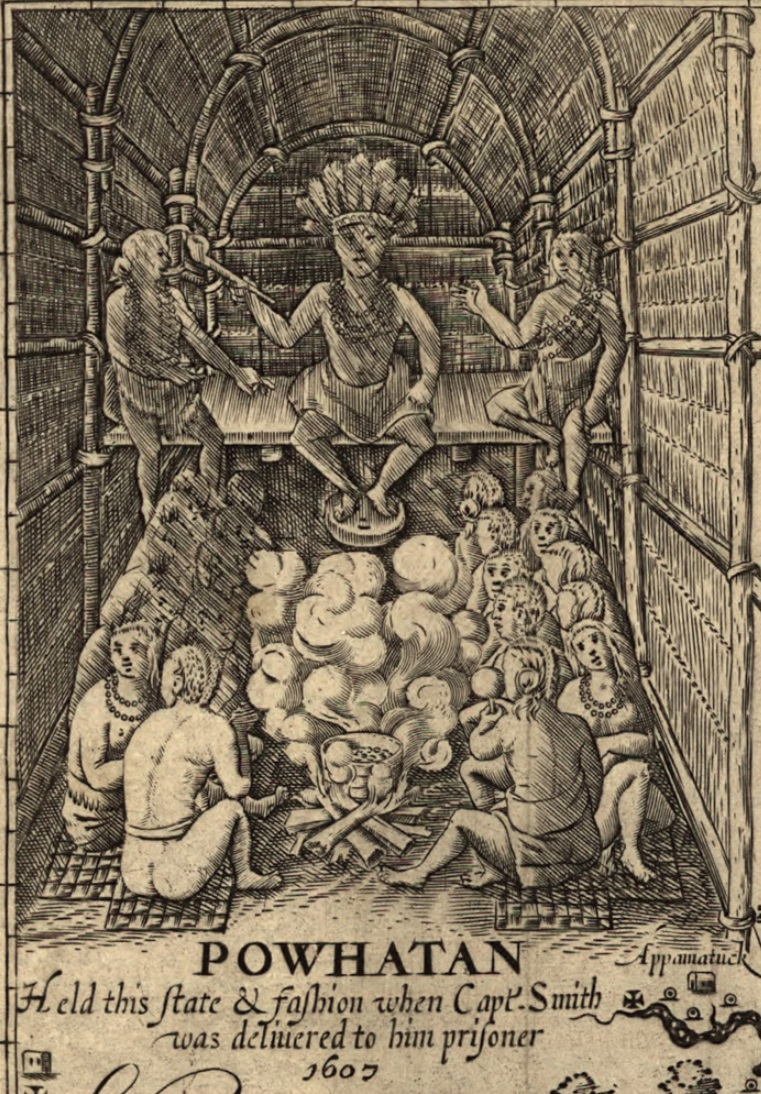
ウェロウォコモコのロングハウス（長方形の会議場）に連座するポウハタン酋長と部族民たち（ジョン・スミスの編纂した地図から）

ポウハタン（英:Powhatan、綴りは Powatan あるいは Powhaten という形もある、あるいはポウハタン・レナペ、英:Powhatan Renape）は、アメリカインディアンの部族名である。またポウハタン族と連携した強力な合議制部族連邦の名前でもある。

## 部族名の由来
ポウハタンという名前はワフンスナコック（ポウハタン酋長としての方が良く知られている）の出身である集落あるいは「町」の名前から得られたと信じられている。その町は現在のリッチモンド市の東端に位置した。ポウハタンは、町が川の航行可能な上限に位置していたが、その川を呼ぶときにインディアンが使った名前でもある（その川は現在ジェームズ川と呼ばれ、イギリス植民地人がその国王ジェームズ1世に因んで改名したものである）。
ポウハタンはバージニア・アルゴンキン語であり意味は不明だが、Po- あるいは Pau- あるいは Pow- と hatan を組み合わせたもので、「水流の中の滝」という意味とする説もある。語尾の hatan は、ジェームズ川の滝近くにある岩が露出している所を指している。似たような言葉として「マンハッタン」があり、その「ハッタン」は島の西部に沿ってある岩の多い地形を表している。ポウハタンの集落はジェームズ川の瀑布線にあった。
ヘンリコ郡東部のポウハタンヒルは全体的にインディアンの集落近くにある。ポウハタン郡とその郡庁所在地ポウハタンは、ポウハタン連邦の領土の西側に後年設立されたものであり、ポウハタン酋長の栄誉を称えて名付けられた。

## かつての文化

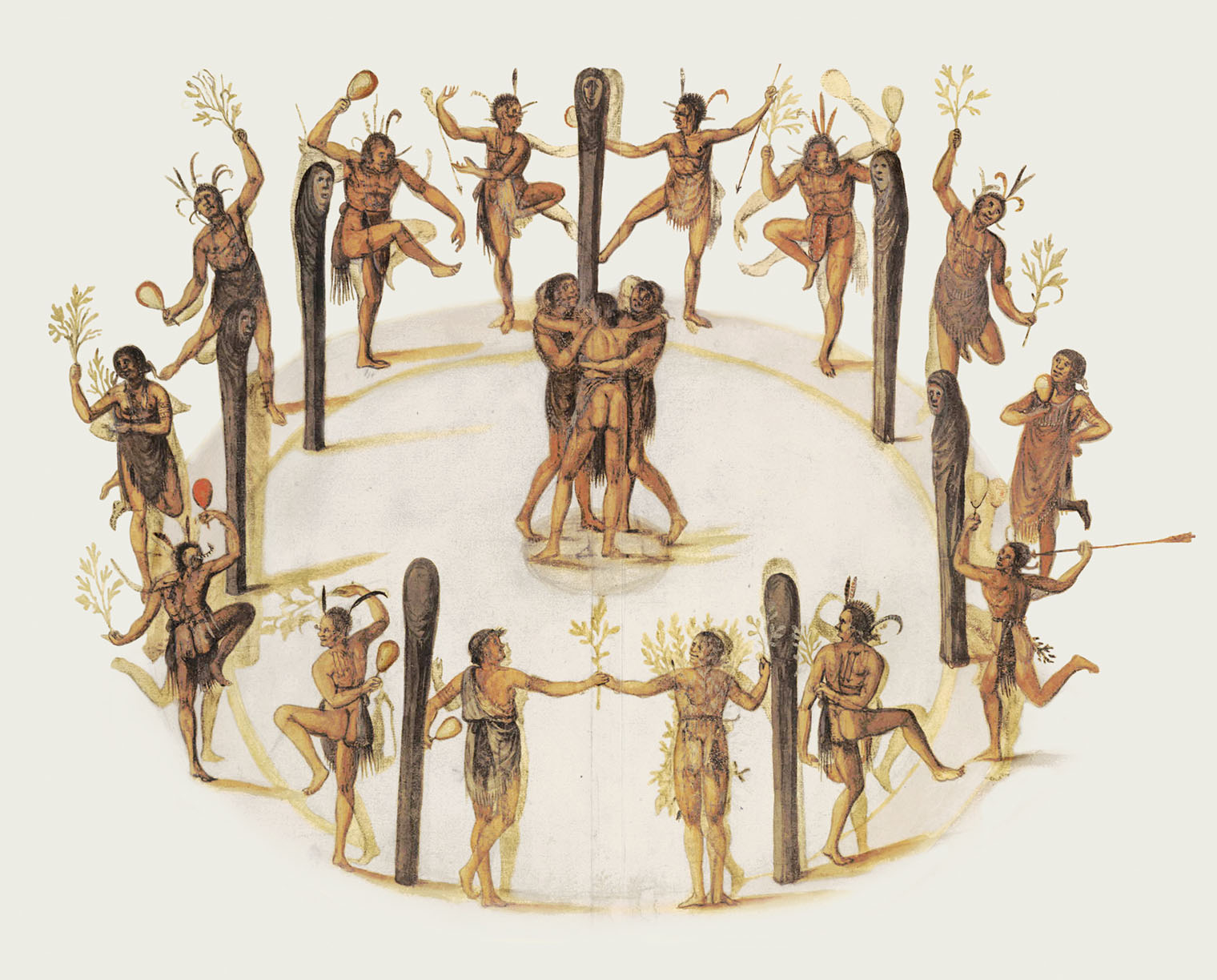
ロアノーク島でのポウハタン族の儀式の踊り（1585年、ジョン・ホワイト画）

ポウハタン族はバージニア海岸地域の瀑布線から東に住んでいる。丈夫な木の枝を柱に、イグサおよび樹皮で覆った（ウィグワム）を家屋にして小さな集落に分かれていた。集落にはトウモロコシ、マメ、カボチャを中心にした農場があり、近辺の大きな森で釣りや狩を行ってもいた。集落は部族のクラン（氏族）に属する多くの血縁家族で構成されており、部族は男女の酋長を調停役とし、呪い師と組んだ協議会を構成していた。酋長は「部族民を支配する」ような「王」や「女王」、「皇帝」というようなものではない。

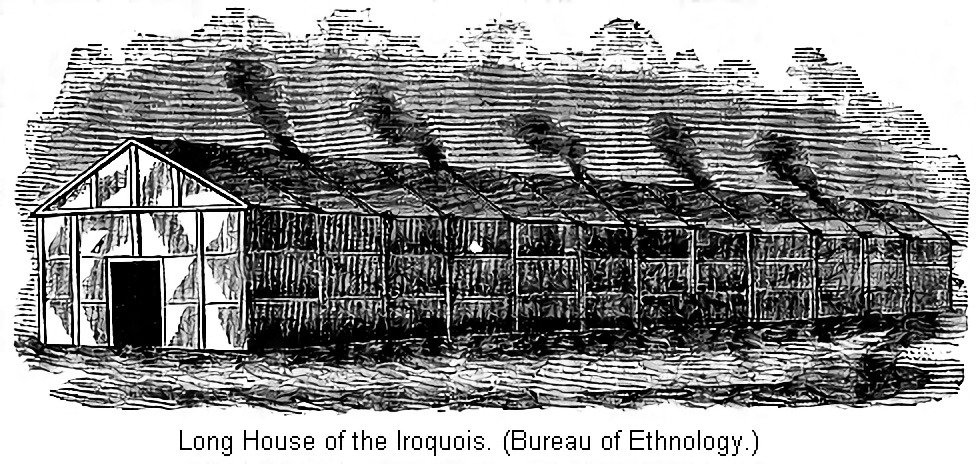
典型的なロングハウス（イロコイ連邦のもの）

部族の方針やもめごとは、ロングハウス（長方形の会議場）のなかで、部族民が「会議の火（council fire）」を連座で囲み、「大いなる神秘」のもと、調停者（酋長）たちの合議によって決定される。すべては合議制のルールの下で行われ、「絶対権力者」が部族を「率いる」というような白人社会の独任制ルールは存在しない。これは現在のポウハタン社会でも変わらない。
国立公園局による調査に拠れば、ポウハタンの男性は戦士かつ狩猟者であり、女性は農耕者かつ採集者だった。イギリス人は男性が敵や獲物を追い駆ける時は森の中を広範に走り歩き回り、背が高く細っそりとして均整の取れた体をしていたと記述した。女性は背が低く、穀物の世話をし、トウモロコシを叩いて粉にし、木の実を集め、その他家内の雑用をこなして時間を過ごすために強靭だった。男性が遠くまで狩猟に出る際には、女性が狩猟用のウィグワムを造った。ポウハタンの国内経済は両性の労働にかかっていた。

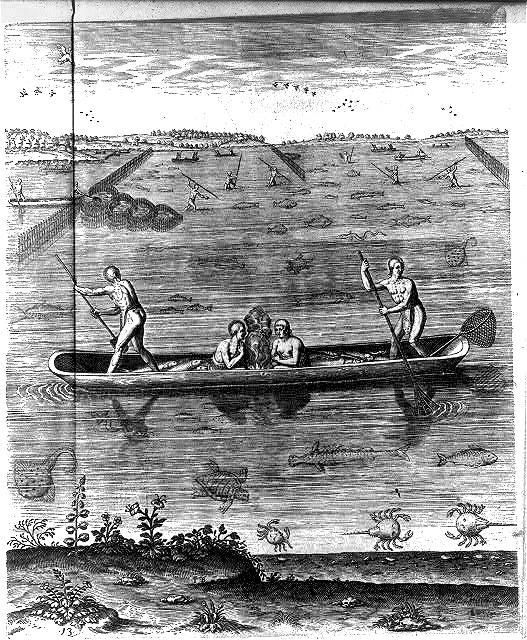
ポウハタン族の漁猟風景（1590年、ジョン･ホワイト画）

男性は弓矢を射るのに邪魔にならないよう、髪の毛の右側を剃り上げていた。男女とも鹿皮の腰布姿で生活し、幼児は全裸だった。
彼ら北東部のインディアンは全て農業を行った。彼らは周期的にその集落をあちこちに移した。村人は焼畑農業を行った。集落は土壌の生産性が次第に落ちて行き、土地の魚や獲物の動物が少なくなると、別の土地に移された。集落の場所を変えるごとに、火を使って開墾し、移動後にはかなりの広さの切り開かれた土地が残った。インディアン達は東部中で獲物の動物の生息地をかなり広く開いておくためにも火を使っており、イギリス人植民地人は後にそれを「荒地」と呼んだ。ポウハタン族も豊富な漁場を持っていた。バッファローが15世紀初期にはこの地にもやってきた。この時期のポウハタン族の生活様式については、ヘンリー・スペルマンという名のイギリス人が直に貴重な記録を残している。
彼らのポウハタン語は、東部アルゴンキン語族語に属し、「バージニア・アルゴンキン族」とも呼ばれた。最初期に白人が接触した時には現在のバージニア州東部に住んでいた。その名前は主要河川の航行可能な上限近くにあった集落から生まれたと信じられており、その集落も川もポウハタンと呼ばれた。

## 歴史

### ポウハタン連邦の成立
16世紀後期と17世紀初期、ワフンスナコック（ポウハタン酋長）という酋長がピースメーカー（調停者）となり、テナコマカ（人口密度の高い土地という意味）と呼ばれる東部バージニアの大半を覆うおよそ30部族と、イロコイ連邦のような強力な連邦国家を築いた。
ワフンスナコックは6部族間の調停役を継承したが、イギリス人入植者がそのバージニア植民地を1607年にジェームズタウンに設立した時までに30部族以上を支族としていた。ワフンスナコックの属する「ポウハタン連邦」を構成していた当初の6部族とは自身のポウハタン族と、アロハットク族、アッポマットク族、パムンキー族、マッタポニ族およびチスキアク族だった。
ポウハタン連邦は、1598年までにケコウタン族をその提携部族に招いた。その他の提携部族としては、パムンキー川そばのユータナンド族、ラッパハンノック族、モラウタカンド族、ウェイアノー族、パスパヘー族、およびナンセモンド族などがいた。大きな集落としては、クィユーコハノック、ワラスケオクなどの村が知られた。さらにこれら全て同じ言語を話す部族の中に密接な関係を持った部族がチッカホミニ川流域に住むチカホミニ族だった。
トーマス・ジェファーソンの有名な作品『ヴァージニア覚書』（1781年-1782年）の中で、ジェファーソンはポウハタン連邦が約20,000㎢の領土を占有しており、人口は約8,000人、そのうち2,400人は戦士だったと推計した。
これらの支族はそれぞれが自治を保っており、別にポウハタン族が他部族を「支配」していたわけではない。インディアンの社会に中央集権と言うシステムは無く、「首都」という概念も当てはまらない。

### ポウハタン連邦の集落の位置
ポウハタン族の暮らした集落の位置は、白人がインディアン戦争でこれを徹底的に破壊してしまったため、現在では正確な位置は分からない。
ポウハタン族は「ポウハタン」を最大集落としていたほかに、その東120kmにもう一つ、「ウェロウォコモコ」という大集落を持っていた。
ウェロウォコモコは「ジェームズタウンからわずか24km の至近距離にある」と当時の植民地イギリス人が述べているが、「現在のウェストポイントから下流に40km」というものもあり、その記述が矛盾している。長い間、ウィコミコ近くと考えられており、21世紀初期の実地考古学調査では、ジェームズタウンから直線で19kmの距離にあるパータン湾沿いの場所を特定したが、ここだと「ウェストポイントから下流に40km」という前出の記述よりも近いものになる。
1609年頃、ワフンスナコック酋長たちは村をウェロウォコモコから、チカホミニー川水源にある湿地に位置するオラパケスに移した。現在では州間高速道路64号線と295号線のインターチェンジ近くである。1611年から1614年のいずれかの時点でワフンスナコック酋長はさらに北のマトチャットに村を移した。現在ではキングウィリアム郡のパマンキー川北岸にあたり、その弟オペチャンカナウがいるユータナンドからそれほど離れていない。

### インディアン文化に対する白人の誤解
ポウハタン連邦はその領土の中に、イギリス人入植者に北アメリカで最初の恒久的入植地を造られたインディアン部族として有名である。これはインディアン部族連合国家の没落の始まりでもあった。
白人の上陸と同時に彼らとの間には殺し合いが始まった。インディアンたちは、イギリス人以前にすでに当地に上陸したスペイン人との紛争があったために、白人に悪感情を持っていた。このため、イギリス人が上陸した途端にもめ事が起こり、さらにイギリス人は彼らに問答無用で銃撃を加えている。こうして、ジェームズタウンにイギリス人が上陸してわずか2週間以内には、インディアンが射殺されるという事件が起こった。
当初、白人入植者たちは友好的な関係を望み、インディアン側に食べ物を乞い、取引する計画だった。クリストファー・ニューポート船長は1607年にジェームズ川を遡る最初の探検を率い、ポウハタン族の酋長、パラハントと初めて出会った。ニューポートは当初パラハントが「最高位」にあるポウハタン酋長、すなわちワフンスナコックだと誤解した。だがそもそもインディアン社会には、「最高位」の立場など存在しない。パラハントは調停者として、闖入者との交渉の矢面に立ったのである。
このジェームズタウンへのイギリス人上陸をきっかけに、続々と入植白人の侵略が始まり、インディアンの土地を蚕食していったことで、その後37年間ほとんど絶え間のない紛争に繋がった。
ニューポートは「最高位にある酋長」（そんなものは存在しない）に儀礼用の王冠を被らせ、インディアンの友好を得るために多くのヨーロッパからの贈り物を贈呈した。ニューポートはポウハタン族との友好が小さなジェームズタウン植民地の存続に不可欠であると判断した。

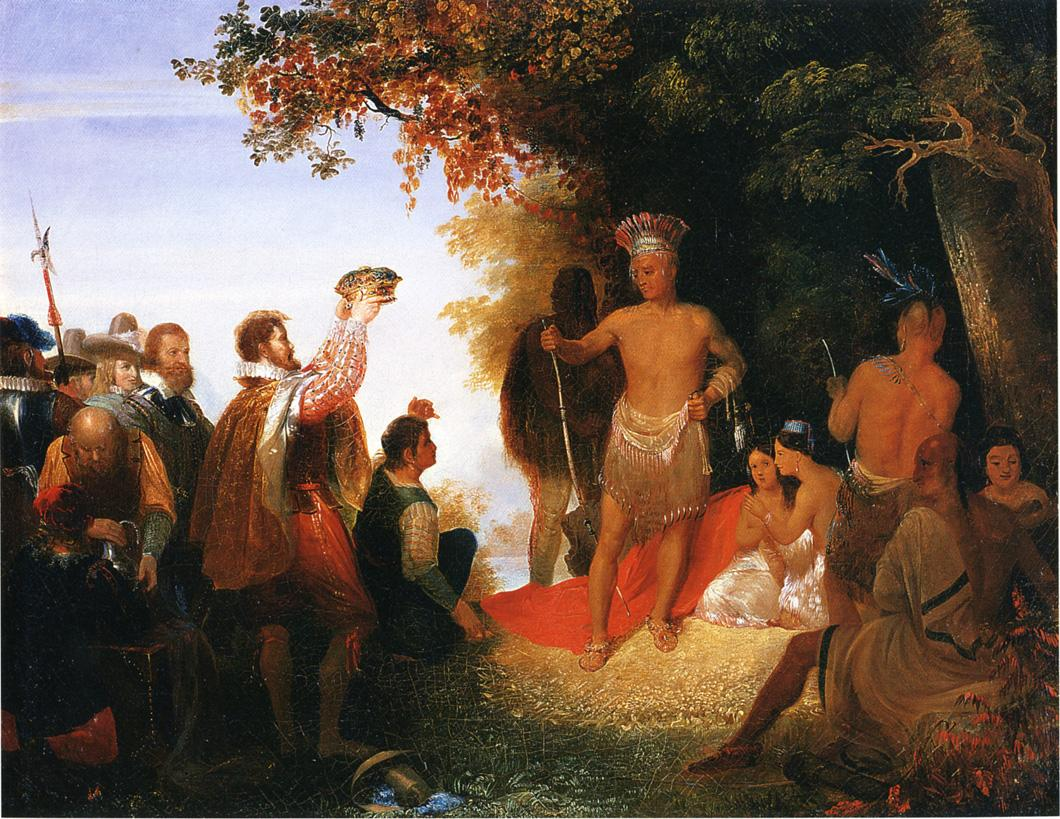
酋長に戴冠しようとする白人入植者たち

白人はインディアンの酋長を「王」、または「支配者」だと思い込んだ。彼らはワフンスナコック（ポウハタン酋長）を「ポウハタン連邦の野蛮な皇帝」と呼び、「ワフンスナコックがポウハタン族を支配している」と勘違いした。このため、白人たちは「ポウハタン酋長と盟約し、彼を懐柔すればポウハタン連邦の全部族民がこれに従うだろう」と思い込み、この酋長に「王冠」を被らせ、従属の図式を作ろうとしたのである。しかし、そもそもインディアンの社会はイギリスのような「国王」が支配するような帝国ではなく、合議制に基づく民主主義社会である。インディアンたちから見れば、白人の企んだこの催しごとは、「白人がやってきて、贈り物と一緒に調停者に冠を被せた」だけにすぎない。
なにはともあれ、白人は彼らに贈り物をしたので、インディアンたちは白人が和平を結ぶつもりであるということは理解した。
一方、植民地議長となったジョン・スミスは、マーティン船長の指揮で軍隊を派遣し、ナンスモンド族領地の島を占領し、ナンスモンド族を追い出した。同時に別の部隊をフランシス・ウェストの指揮で派遣して滝の近くに砦を建設し、その後幾らかの銅と引き換えにパラハント族から近くにあるポウハタンの防御柵で囲まれた集落（現在のリッチモンドにあった）を「購入した」。
白人はインディアンから「土地を購入した」つもりでいるが、インディアンには「土地を売り買いする」という文化は無いから、彼らはこれを理解していない。インディアンから見れば、「贈り物をしたのだから、ここから出ていってもう戻ってくるな」ということである。インディアンがこれを納得できるわけがなかった。白人のほうは、「部族の実力者」である酋長が調印すれば、部族民はこれに従い、土地を明け渡すだろうと思い込んでいるのである。
スミスは飢えた植民の要求に従い、インディアンからの食料略奪を始めた。スミスは船をあちこちの沿岸に乗り寄せ、地元のインディアンの村々を襲い、酋長を人質にとって村人を脅迫し、トウモロコシや食料を強奪した。
スミスはパラハント族から「買った」つもりの集落を「ノンサッチ」（無比のもの）と改名し、ウェストの兵士達をそこに住まわせようとした。ジェームズタウンの境界を越えて入植地を拡大しようというこれらの企みはどれも、ポウハタン族の抵抗に遭ったために失敗した。
スミスは火薬事故の傷がもとで、1609年にバージニアを離れてイングランドに戻り、二度とバージニアに戻ってくることは無かった。その後間もなく2番目のイギリス人による砦、アルジャーノン砦がケクータン族の領地内に造られた。スミスがインディアンに対して行った誘拐、略奪、殺人、脅迫は、ポウハタン族を始め地元のインディアンたちに強い怒りと憎しみを植え付けた。スミスはポウハタンの村の一つを襲い、ワフンスナコックの弟のオペチャンカナウ酋長に銃を突きつけ、「トウモロコシ20トンの要求」という村の存続を危うくするほどの脅迫を行っている

### 白人による虐殺
1609年11月、ジョン・ラトクリフ船長がポウハタン連邦の新しい村オラパケスに招かれた。ラトクリフがそこで交易するためにパムンキー川を遡っていくと、入植白人とポウハタン族との間に戦闘が始まった。岸に上がっていたイギリス人全てが殺されたが、この中には部族の女性に拷問されたラトクリフも入っていた。ピンネース船にのっていた者達が脱出し、その話をジェームズタウンに伝えた。
次の年の間に、ポウハタン族はジェームズタウンの住人を襲い、多くを殺した。住民も反撃したが20人を殺したに過ぎなかった。しかし、1610年6月にジェームズタウンに新しい総督第3代デ・ラ・ウェア男爵トマス・ウェスト（現代ではデラウェア卿として知られる）が到着し、「第一次アングロ・ポウハタン戦争」を始めた。
白人たちは、ポウハタン酋長の娘ポカホンタスを、交渉の人質として拉致し、一年にわたり監禁した。白人たちはポウハタン酋長を部族の支配者だと思い込んでいるから、その娘を人質とし、脅迫すればインディアンたちは従うだろうと白人の流儀で考えたのである。侵略者たちはポウハタン族とポウハタン酋長に対して、捕虜の返還や武装解除、食糧（トウモロコシ）を要求した。白人が本当に彼らと和平を結びたいなら、「ロングハウス」の「会議の火」の周りで「大いなる神秘」のもと「聖なるパイプ」で煙草を回し飲みし、贈り物を交換し、合議のもとでこれを行うのが筋である。武力で脅迫してもインディアンは反発するだけである。
拉致監禁されたポカホンタスはキリスト教の洗礼を受けさせられ、タバコ農園主のジョン・ロルフと、釈放を引き換え条件に1614年に結婚した。調停者であるポウハタン酋長と白人が縁組したことで、ほんのわずかな間、インディアンと白人に平和な時期が生まれた。
しかし、数年のうちにワフンスナコック酋長とポカホンタスが病気で死んだ。酋長はバージニアで死んだが、ポカホンタスは植民地プロパガンダのためにロンドンに連行され向こうで死んだ。一方、イギリス人入植者達は再びポウハタン族領地の侵略を続けていた。
1618年にワフンスナコックが死んだ後、弟であるオペチャンカナウ酋長（以前、スミスに銃で脅迫されている）は入植者と敵対姿勢を強めた。オペチャンカナウたちは白人を追い出そうと1622年と1636年に「ジェームズタウンの虐殺」を行った。これらの試みはイギリス人からの強力な反撃に遭い、結局は部族自体が虐殺されることとなった。ポウハタン連邦は1646年までに大半が破壊された。イギリス植民地の拡大が続き、それまでの白人に加えて黒人奴隷の数も増加し、特に17世紀半ばまでの期間には、彼らの中で年季奉公としての期間を経て自由を獲得した解放奴隷たちによって、さらにポウハタンの土地が侵されていった。
1644年の「第二次アングロ・ポウハタン戦争」で、バージニア総督ウィリアム・バークリーの軍隊が、齢90ないし100と見られる老オペチャンカナウを捕えた。オペチャンカナウは捕虜となり、護衛役の白人兵士から背中を撃たれて殺された。
白人たちは酋長を「反乱の指導者」だと思い込んでいるから、この老調停者を捉え、命まで奪ったのである。

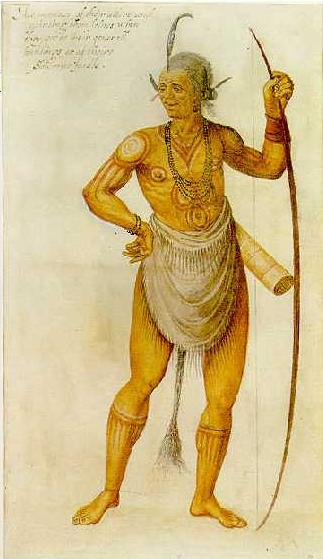
オペチャンカナウ

オペチャンカナウの死後はネクトワンスが酋長（調停者）を継ぎ、その後トトポトモイ、さらに後にはその娘のコッカコースケが継いだ。1665年までに、ポウハタン族はその年に法制化された白人の厳格な法律に従わせられることとなり、総督に指名される酋長を受け入れることを強いられた。
インディアンの酋長は誰かに指名されたり選ばれる類のものではない。侵略者たちは、インディアンの酋長を首長だと勘違いしているのである。白人から「この者を酋長（ピースメーカー）に選んだから、この者に従え」と言われても、インディアンが納得できるはずがなかった。
1676年のベイコンの反乱の間に、ナサニエル・ベイコンによって捕獲したインディアンが奴隷化された。インディアンの奴隷制はそのわずか15年後にあたる1691年にバージニア植民地議会によって公式に廃止された。しかし、多くのポウハタン族は18世紀に入るまで奴隷状態におかれた。残るポウハタン族は白人や黒人入植者に同化する者もいた。1684年のオールバニ条約の後では、ポウハタン連邦全てが消滅した。
ポウハタン連邦が存在しなくなってから長年が経過して、その地域の西数マイルの地は、ポカホンタスの父ワフンスナコック酋長の栄誉を称えて、バージニア植民地の中のポウハタン郡と命名された。
民主主義社会であるポウハタン族は、君主制社会であるイギリス白人に破壊され、征服された。
ポカホンタスはイギリス人入植者ジョン・ロルフと結婚し、息子トーマス・ロルフを生んだが、トーマスはロルフの実の子供ではない。実際の父親は、ロルフの上司のトーマス・デール卿と見られている。バージニアの入植者の子孫の多くが、インディアンとヨーロッパ人の双方にそのルーツを辿ることができる。

## 「ポカホンタス事件」に対する疑問
後に植民地の議長になったジョン・スミスは、1607年12月に、チカホミニー川を遡ってポウハタン族の領土を物色中、ワフンスナコックの弟であるオペチャンカナウに捕まえられたと後に語った。スミスは「最高位にある酋長」（これは白人の幻想である）に初めて会見した者となったと自称している。
スミスは男ぶりを誇示したがる、植民仲間の間でも評判のほら吹きだった。またインディアンを裸の野蛮人と呼び、彼らをこき使いたがることで有名だった。
このとき、スミスによるとひとつの「事件」があった。彼が1624年に書いた本の記述に拠れば、「野蛮なインディアンどもにつかまり、ワフンスナコック酋長によって百叩きの刑で殺されかけたが、酋長の娘ポカホンタスが、この処刑を身を挺してかばって助けた」ということである。
この真偽不明の武勇伝は、白人アメリカ人の間で「インディアンにも、身を呈して白人を救った“良いインディアン”がいた」という「美談」として、白人によるインディアンの領土侵略と「インディアン戦争」を美化する格好のプロパガンダとしてもてはやされることとなった。
多くの歴史家やインディアンが、これはスミスを部族の中に迎え入れるための単なる通過儀礼だろうとしている。が、現代の著作家にはその解釈に異論を唱えるものもいて、彼らは17世紀ポウハタン族の迎え入れ儀式について白人側が何も知らないことと、この種の儀式は白人に知られている通過儀礼と異なっていることを理由にしている。一方で、他の歴史家のなかで、例えばヘレン・ラウントリーやカミラ・タウンゼンドは、果たしてこのような出来事があったのかどうかを問題にしてきた。彼らはスミスが1608年と1612年の証言ではこのことに言及しておらず、ポカホンタスが有名になった後の1624年の自叙伝で初めて付け加えたことを指摘している。
また、スミスは「ポウハタン酋長が処刑を命じた」と書いているが、インディアンの酋長は「指導者」ではなく、誰かを処刑させるよう命令するような立場ではないし、命令するような権限も持っていない。儀式は呪い師が取り仕切るものであって、酋長が関与することではない。スミスはインディアンの社会システムをそもそも正確に理解していない。
またスミスの吹聴したこの「武勇伝」はこれがオリジナルでもなく、スミスの半世紀以上も前に、スペイン人エルナンド・デ・ソトが南東部でこれとそっくり同じ話を記録している。
どちらにせよ、スミスが武勇伝で語っている1607年12月というと、すでにポウハタン族はイギリス人たちと「和平の儀式」を交わした後であり、ポウハタン族にはスミスを処刑する理由が無い。また、そもそもポカホンタスは当時10歳程度の幼女であり、児童がそのような儀式に出席することはありえない。
ポウハタン族の現在の酋長であるロイ・クレイジーホースや、支族であるマッタポニ族のカスタロー酋長は、このスミスの美談そのものを「まったくの作り話」として否定している。

## 現在のポウハタン族
現在、バージニア州には、かつてポウハタン連邦を構成したインディアン部族が共同体を維持している。およそ5,000人のポウハタン族がバージニア州におり、「チッカホミニー族」、「東部チッカホミニー族」、「モナカン族」、「ナンセモンド族」、「パムンキー族」、「上部マッタポニ族、「ラッパハンノック族」の合計７つの部族が州政府に「インディアン部族」として公認されている。
しかし、アメリカ連邦政府による公式な認定は拒否されており、連邦規定では彼らは「絶滅」したことになっている。パムンキー族とマッタポニ族がキングウィリアム郡にバージニア州立の「保留地（Reservation）」を領有しているが、連邦規定に基づくような強い自治権限は持っていない。
インディアン寄宿学校による強制同化政策によってポウハタン語は禁止され、部族民は現在ではポウハタン語を使っていない。現在、この言語の語彙を再構成しようという試みが行われている。史料の幾つかはスミスやウィリアム・ストラチーが作った単語表である。
ポウハタン郡は酋長とその部族の栄誉を称えて名付けられたが、その支配下にあった土地から西に約100km離れている。リッチモンド独立市の中で、東端のスリー・ヒルファームは伝統的にポウハタン酋長の出身である集落に近いと考えられてきたが、その具体的位置は不明である。

## 映画の中のポウハタン族
ポウハタン族はウォルト・ディズニーのアニメ映画『ポカホンタス』（1995年）に登場するが、インディアン側からは「まったくポウハタン族の姿でない」と指摘されている。ポウハタン族自体も、ロイ・クレイジーホース酋長がこの作品に対して「史実を捻じ曲げている」として公式声明の形で抗議を行っている。
ハリウッド映画界はなおも「歴史的により正確な表現をしよう」という試みで2005年に、『新世界』を制作したが、幼女であるポカホンタスを成人女性が演じているなど、歴史的正確さからは程遠い内容となっている。